# Боккончини
Боккончини (итал. bocconcini — «кусочки») — это шарики моцареллы размером с небольшое яйцо, относятся к традиционным итальянским вытяжным сырам (итал. formaggio a pasta filata — формаджо а паста филата). Это незрелые мягкие сыры, приготовленные путем погружения в горячую сыворотку и вытяжения.
Боккончини (в единственном числе боккончино) имеют губчатую структуру, и чтобы они не впитывали посторонние запахи и не высыхали, их помещают в сыворотку или воду.
Средний вес боккончини 50 г. С ними готовят салаты, добавляют в пиццу и пасту, а также подают в качестве аперитива с бокалом вина.
Важно отметить, что слово «боккончини» может обозначать не только сыр, но и тушёные в вине кусочки телятины, обжаренные кусочки курицы, каштаны в беконе и фрикадельки из рыбы в миндальной корочке.